# Балиоспермум горный
Балиоспермум горный, или Балиоспермум паслёнолистный (лат. Baliospermum solanifolium, [syn. Baliospermum montana]) — полукустарник с многочисленными мелкими цветками; вид рода Балиоспермум (Baliospermum) семейства Молочайные (Euphorbiaceae). Известное лекарственное растение, содержащее ряд специфических биологически активных веществ; является ценным сырьём для производства лекарственных средств.
Растение широко распространено на Индийском субконтиненте, особенно в его центральной части, а также районах, примыкающих к Гималаям.

## Название
В литературе этот вид обычно встречается под названием Baliospermum montanum Müll.Arg. (1866), входящим, согласно современным представлениям, в синонимику вида. Общий список синонимов:
- Baliospermum angulare Decne. ex Baill.
- Baliospermum axillare Blume
- Baliospermum indicum Decne.
- Baliospermum montanum (Willd.) Müll.Arg.
- Baliospermum moritzianum Baill.
- Baliospermum pendulinum Pax
- Baliospermum polyandrum Wight
- Baliospermum raziana Keshaw, Murthy & Yogan.
- Croton polyandrum Roxb.
- Croton roxburghii Wall.
- Croton solanifolius Burm.
- Croton solanifolius Geiseler
- Jatropha montana Willd.
- Ricinus montanus (Willd.) Wall.

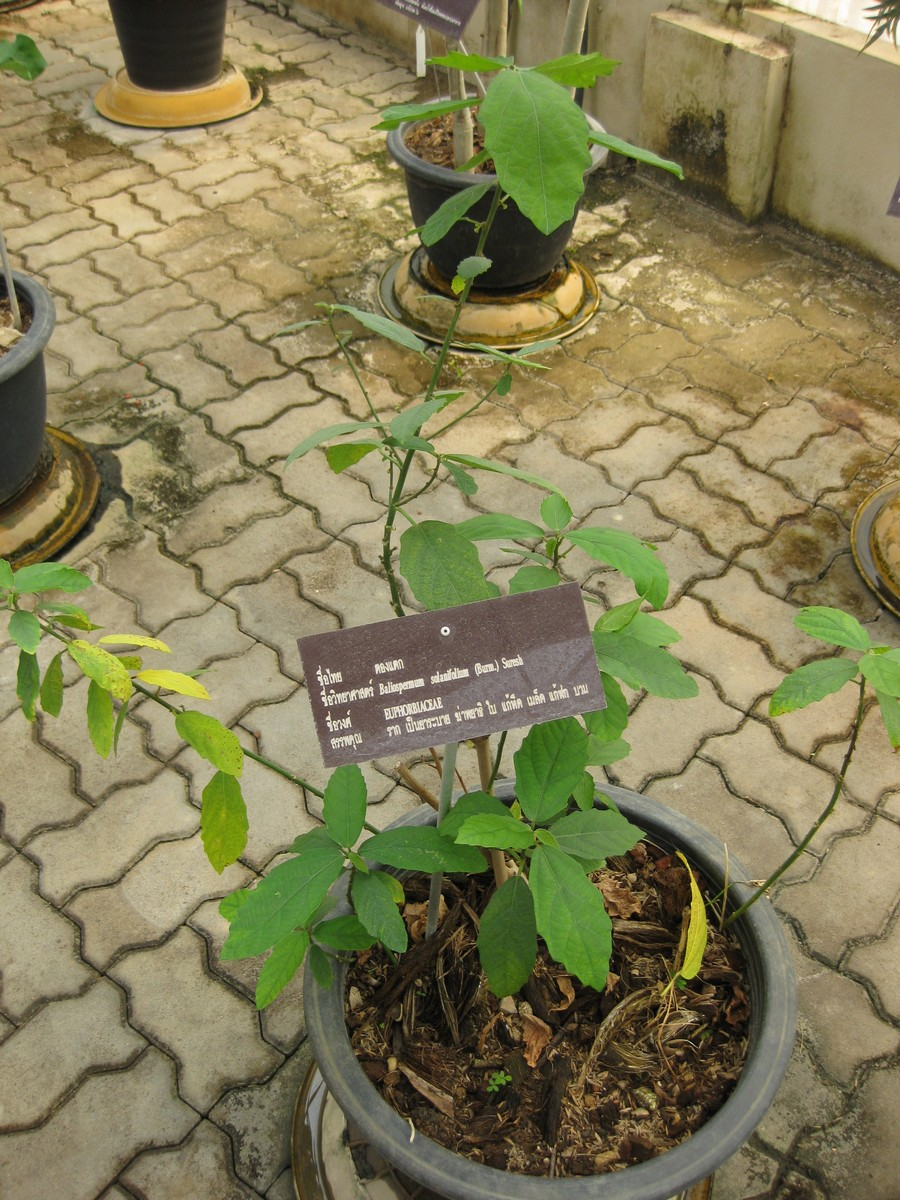
Балиоспермум горный в Ботаническом саду королевы Сирикит (провинция Чиангмай, Таиланд)

Название растение на санскрите — हस्तिदंती (Hastidanti), его английские общеупотребительные названия — red physic nut («красный лекарственный орех»), wild castor («дикая клещевина»), wild croton («дикий кротон») и wild sultan seed.

## Биологическое описание
Полукустарник, достигающий в высоту 90—180 см. Листья простые, с выемчато-зубчатым краем листовой пластинки. Нижние листья существенно крупнее верхних, их пластинка может быть пальчатолопастной с расчленением на 3—5 частей.
Цветки мелкие, многочисленные, собраны в пазушные соцветия, при этом мужские цветки располагаются выше, а женские — ниже. Число женских цветков существенно меньше мужских.
Плод — обратнояйцевидная коробочка длиной от 8 до 13 мм. Семена — гладкие, пёстрые, эллипсоидальной формы.

## Химический состав
Среди химических компонентов, выделенных из растения, — стероиды, тритерпеноиды, дитерпены (балиоспермин, монтанин, различные форболы), гликозиды, сапонины, алколоиды, флавоноиды и фенолы.
Корни растения содержат балиоспермин — терпеновый эфир, обладающий цитотоксическими (то есть токсическими по отношению к определённым группам клеток) свойствами.

## Использование
Растение активно применяется в научной и народной медицине. Используются в основном корни — их применяют при запорах, желудочных болях, геморрое, гельминтозах, для лечения гнойных язв. Листья используются при лечении бронхиальной астмы, семена — при укусах змей.
Растение является сырьём для производства многих фармацевтических препаратов.